# Campionati europei di nuoto 1954
L'VIII edizione dei campionati europei di nuoto si svolse a Torino dal 31 agosto al 5 settembre 1954. L'Italia ospitò la rassegna per la seconda volta, ventisette anni dopo l'edizione di Bologna. Le gare si sono disputate per il nuoto nella piscina scoperta da 50 metri dello stadio: i tuffatori hanno usato la vasca attigua mentre per la pallanuoto è stata usata quella coperta da 33 metri.
Il programma venne ampliato a diciotto gare, con il debutto dello stile delfino. Le classifiche della Coppa Europa e della Coppa Bredius sono state vinte dall'Ungheria. Al debutto ai campionati europei URSS e Germania Est, che domineranno la manifestazione negli anni successivi, colsero qui i primi podi continentali.

## Medagliere
| Posizione | Paese            |    |    |    | Totale |
| --------- | ---------------- | -- | -- | -- | ------ |
| 1         | Ungheria         | 9  | 6  | 3  | 18     |
| 2         | Unione Sovietica | 4  | 3  | 4  | 11     |
| 3         | Germania Est     | 2  | 0  | 0  | 2      |
| 4         | Paesi Bassi      | 1  | 2  | 1  | 4      |
| 5         | Francia          | 1  | 1  | 1  | 3      |
| 6         | Germania Ovest   | 1  | 0  | 2  | 3      |
| 7         | Svezia           | 0  | 2  | 1  | 3      |
| 8         | Italia           | 0  | 1  | 1  | 2      |
| 8         | Jugoslavia       | 0  | 1  | 1  | 2      |
| 10        | Danimarca        | 0  | 1  | 0  | 1      |
| 10        | Polonia          | 0  | 1  | 0  | 1      |
| 12        | Regno Unito      | 0  | 0  | 3  | 3      |
| 13        | Austria          | 0  | 0  | 1  | 1      |
| Totale    | Totale           | 18 | 18 | 18 | 54     |

## Nuoto

### Uomini
| Evento               | Oro                                                       | Perform. | Argento                                                          | Perform. | Bronzo                                                                           | Perform. |
| Stile libero         |                                                           |          |                                                                  |          |                                                                                  |          |
| 100 m                | Imre Nyéki                                                | 57"8     | Lev Balandin                                                     | 58"2     | Géza Kádas                                                                       | 58"3     |
| 400 m                | György Csordás                                            | 4'38"8   | Angelo Romani                                                    | 4'40"4   | Per-Olof Östrand                                                                 | 4'40"9   |
| 1500 m               | György Csordás                                            | 18'57"8  | György Schuszter                                                 | 19'05"6  | Vladimir Lavrinenko                                                              | 19'10"6  |
| Dorso                |                                                           |          |                                                                  |          |                                                                                  |          |
| 100 m                | Gilbert Bozon                                             | 1'05"1   | László Magyar                                                    | 1'05"3   | John Brockway                                                                    | 1'05"9   |
| Rana                 |                                                           |          |                                                                  |          |                                                                                  |          |
| 200 m                | Klaus Bodinger                                            | 2'40"9   | Marek Petrusewicz                                                | 2'42"5   | Sándor Utassy                                                                    | 2'43"4   |
| Delfino              |                                                           |          |                                                                  |          |                                                                                  |          |
| 200 m                | György Tumpek                                             | 2'32"2   | Zsolt Feyér                                                      | 2'35"1   | Vadim Martinchik                                                                 | 2'36"3   |
| Staffette            |                                                           |          |                                                                  |          |                                                                                  |          |
| 4x200 m stile libero | Ungheria László Till Zoltan Dömöter Géza Kádas Imre Nyéki | 8'47"8   | Francia Jean Boiteaux Gilbert Bozon Guy Montserret Aldo Eminente | 8'54"1   | Unione Sovietica Nikolai Suhorukov Vyacheslav Kurennoi Yuri Abovian Lev Balandin | 8'55"9   |

### Donne
M = primato mondiale
| Evento               | Oro                                                          | Perform. | Argento                                                                       | Perform. | Bronzo                                                                         | Perform. |
| Stile libero         |                                                              |          |                                                                               |          |                                                                                |          |
| 100 m                | Katalin Szőke                                                | 1'05"8   | Judit Temes                                                                   | 1'06"7   | Geertje Wielema                                                                | 1'07"3   |
| 400 m                | Agata Sebö                                                   | 5'14"4   | Valéria Gyenge                                                                | 5'16"3   | Eša Ligorio                                                                    | 5'18"7   |
| Dorso                |                                                              |          |                                                                               |          |                                                                                |          |
| 100 m                | Geertje Wielema                                              | 1'13"2   | Johanna de Korte                                                              | 1'13"6   | Patricia Symons                                                                | 1'17"3   |
| Rana                 |                                                              |          |                                                                               |          |                                                                                |          |
| 200 m                | Ursula Happe                                                 | 2'54"9   | Jytte Hansen                                                                  | 2'55"0   | Klára Killermann-Bartos                                                        | 2'55"8   |
| Delfino              |                                                              |          |                                                                               |          |                                                                                |          |
| 100 m                | Jutta Langenau                                               | 1'16"6 M | Mária Littomeritzky                                                           | 1'18"6   | Ursula Happe                                                                   | 1'18"9   |
| Staffette            |                                                              |          |                                                                               |          |                                                                                |          |
| 4x100 m stile libero | Ungheria Valéria Gyenge Agata Sebö Judit Temes Katalin Szőke | 4'30"6   | Paesi Bassi Loes Zandvliet Johanna de Korte Hettie Balkenende Geertje Wielema | 4'33"2   | Germania Ovest Katharine Jansen Gisela von Netz Birgit Klomp Elisabeth Rechlin | 4'37"2   |

## Tuffi

### Uomini
| Evento          | Oro          | Perform. | Argento         | Perform. | Bronzo         | Perform. |
| Trampolino 3m   | Roman Brener | 153.26   | Gennadiy Udalov | 141.16   | Christian Pire | 136.97   |
| Piattaforma 10m | Roman Brener | 144.01   | Mikhail Chachba | 142.06   | Peter Heatly   | 133.59   |

### Donne
| Evento          | Oro                   | Perform. | Argento      | Perform. | Bronzo           | Perform. |
| Trampolino 3m   | Valentina Chumicheva  | 129.45   | Birte Hanson | 127.79   | Lyubov Shigalova | 125.30   |
| Piattaforma 10m | Tatyana Karakashyants | 79.86    | Birte Hanson | 72.17    | Eva Pfarrhofer   | 65.68    |

## Pallanuoto
| Evento          | Oro      | Argento    | Bronzo |
| Torneo maschile | Ungheria | Jugoslavia | Italia |

## Trofeo dei campionati
- Coppa Europa (maschile)

| Posizione | Paese            | Punti |
| 1         | Ungheria         | 140   |
| 2         | Unione Sovietica | 83    |
| 3         | Francia          | 40    |
| 4         | Italia           | 20    |
| 4         | Germania Est     | 20    |
| 4         | Jugoslavia       | 20    |
| 7         | Polonia          | 15    |
| 8         | Svezia           | 14    |
| 9         | Regno Unito      | 13    |
| 10        | Germania Ovest   | 10    |
| 11        | Paesi Bassi      | 6     |
| 12        | Cecoslovacchia   | 2     |
| 13        | Danimarca        | 1     |

- Coppa Bredius (femminile)

| Posizione | Paese            | Punti |
| 1         | Ungheria         | 87    |
| 2         | Paesi Bassi      | 46    |
| 3         | Germania Ovest   | 33    |
| 4         | Unione Sovietica | 31    |
| 5         | Danimarca        | 16    |
| 5         | Svezia           | 16    |
| 7         | Regno Unito      | 15    |
| 7         | Germania Est     | 15    |
| 9         | Francia          | 8     |
| 10        | Jugoslavia       | 7     |
| 11        | Austria          | 5     |
| 12        | Polonia          | 4     |
| 13        | Belgio           | 1     |